# 加里湖
65°53′N 99°51′W / 65.883°N 99.850°W

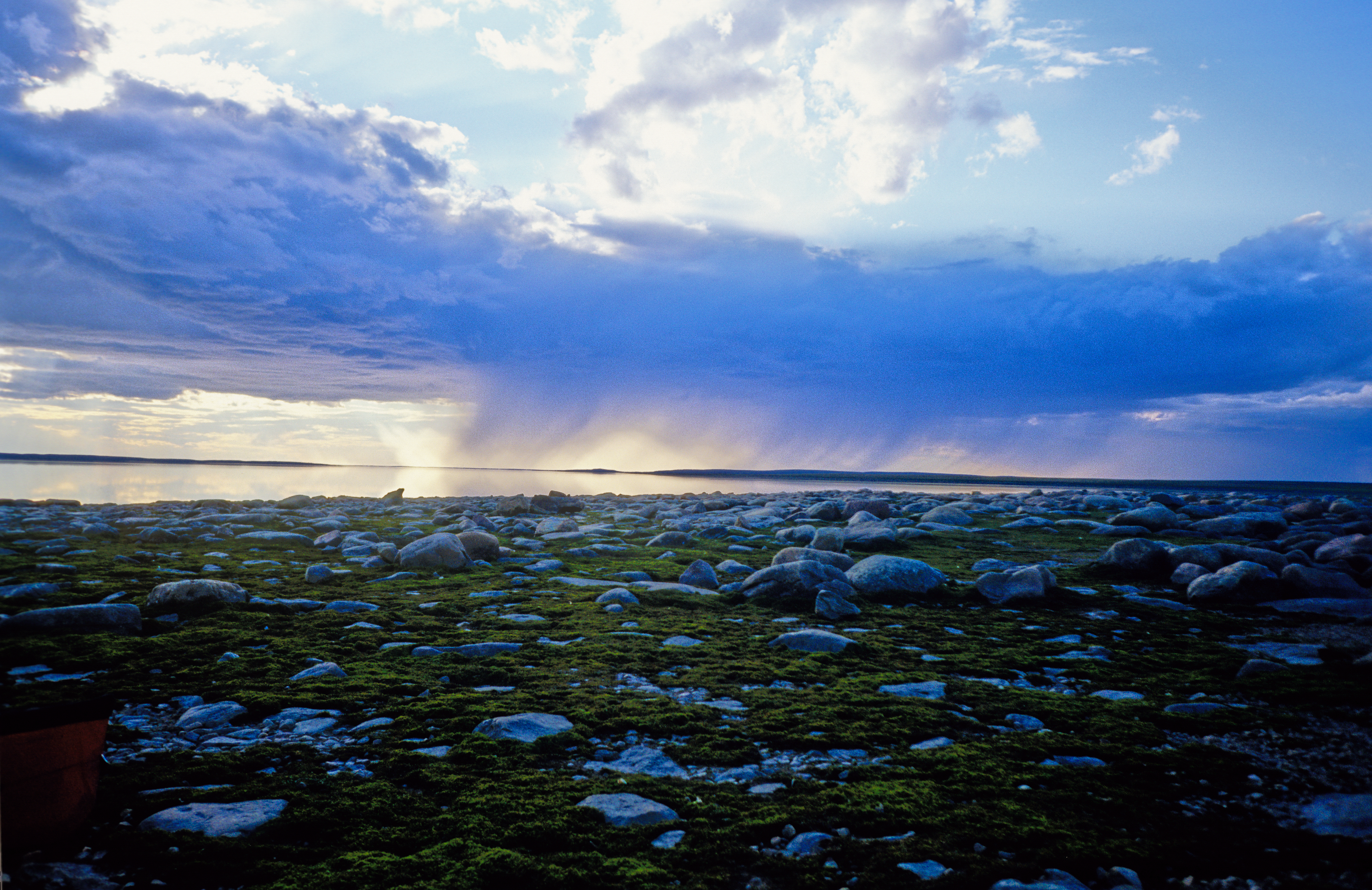

加里湖是加拿大的湖泊，由努納武特基蒂克美奧特地區負責管轄，長97公里、寬61公里，面積916平方公里，島嶼面積60平方公里，海拔高度149米，平均水深6.1米，最大水深9.1米。